# Ma chérie (film)
Pour plus de détails, voir Fiche technique et Distribution.
Ma chérie est un film franco-belge réalisé par Charlotte Dubreuil et sorti en 1980.

## Synopsis
Jeanne a 35 ans et vit seule avec sa fille Sarah, 17 ans. Jeanne vit pleinement dans son époque et tente de concilier sa vie affective, son activité professionnelle et son rôle éducatif.   L'écoute, le dialogue et les regards croisés sur les choses de la vie font toute la force de leur lien, mais Sarah doit apprendre voler de ses propres ailes...

## Fiche technique
- Titre : Ma chérie
- Réalisation : Charlotte Dubreuil
- Scénario : Charlotte Dubreuil, Judith Goldblatt et Édouard Luntz
- Photographie : Gilbert Duhalde
- Décors : Noëlle Frémont
- Costumes : Noëlle Frémont
- Son : Alix Comte
- Montage : Michèle Maquet
- Musique : Jean-Pierre Mas
- Chanson originale Ma Chérie (générique) : Anne Sylvestre (interprétée par Anne Sylvestre et Alice)
- Production : Challenge Productions - Les Films Molière - Pierre Films
- Pays  :  France -  Belgique
- Durée : 87 minutes
- Date de sortie : France - 13 février 1980

## Distribution
- Marie-Christine Barrault : Jeanne Rivière
- Béatrice Bruno : Sarah Rivière
- Françoise Lebrun : la femme médecin
- Herman Gilis : Antoine
- Noëlle Frémont : Noëlle
- Pauline Delfau : Anne
- Nathalie van de Walle : Véronique
- Yvonne Legrand : Madame Portet